# Fiesta del chuchete
La fiesta del chuchete es una fiesta tradicional de la localidad española de Humilladero (Málaga). Se celebra el domingo de carnaval sobre el mediodía. Es una tradición recuperada de antaño y consiste en lanzarse botijos los unos a los otros puestos en corro hasta que el botijo se rompa. En tiempos pasados, esta fiesta era aprovechada por los pretendientes de una misma chica, para acometer contra su rival arrojándole el botijo con fuerza. El nombre que se le da a este juego viene de cuando a alguien se le caía el botijo, se le decía que estaba "chocho", de ahí el nombre.
Es tradición también en esta fiesta cantar canciones populares jugando a la rueda y a las cabras. 